# Zakira Hekmat

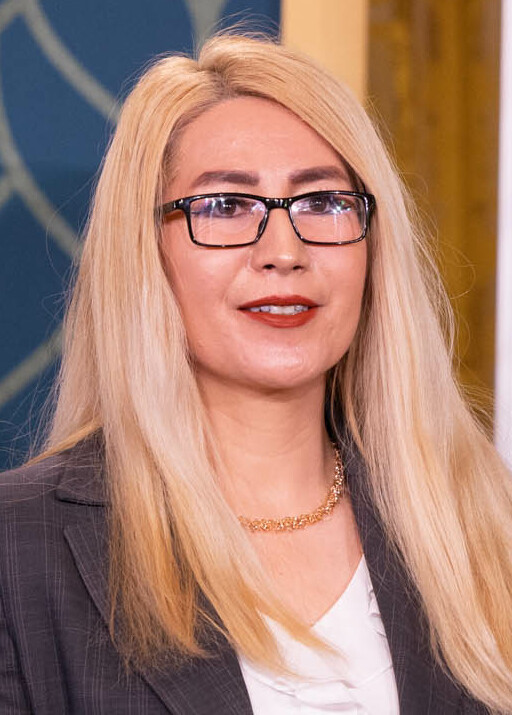
Zakira Hekmat (2023)

Zakira Hekmat (* vor 2000 in der Provinz Ghazni) ist eine afghanische Ärztin und Menschenrechtsaktivistin. Sie ist Gründerin der Afghan Refugee Solidarity Association in der Türkei zur Unterstützung afghanischer Flüchtlinge.

## Biographie
Zakira Hekmat kam in einer binnenvertriebenen Familie in der südostafghanischen Provinz Ghazni zur Welt. Sie schloss die Oberschule im Geheimen während der ersten Talibanherrschaft ab.  Mit einem Stipendium konnte sie zum Studium in die Türkei gehen und schloss an der Erciyes-Universität in Kayseri 2018 ihre ärztliche Ausbildung mit der Promotion ab. Sie arbeitet seither in Kayseri als Ärztin.
Während ihres Studiums engagierte sich Zakira Hekmat ehrenamtlich bei Flüchtlingshilfsorganisationen, wo sie sich für die Rechte von marginalisierten Flüchtlingsgruppen und den Zugang zu Dienstleistungen einsetzte. In einem Ein-Zimmer-Büro gründete sie 2014 die Afghan Refugee Solidarity Association (ARSA) in der Türkei. Als eine der wenigen weiblichen Leiterinnen einer von Flüchtlingen geführten Gemeinschaftsorganisation in der Türkei rief sie die türkische Regierung und Öffentlichkeit dazu auf, die Flüchtlinge nicht zu vergessen und ihnen zu helfen, insbesondere nach dem Fall Kabuls durch die Taliban 2021. Im Rahmen des Projekts wurde ein Peer-to-Peer-Bildungsprogramm für Flüchtlingsaktivisten entwickelt, um deren Fähigkeiten und Kenntnisse zu verbessern und ein Unterstützungsnetz für ihre Bemühungen um die Interessenvertretung zu schaffen.

## Auszeichnungen
- 2007 Young Leaders Award der Friedrich-Ebert-Stiftung (FES)[5][6]
- 2020 Peacebuilder of the Year der HasNa-Organization[5]
- 2021 Angela Burdett-Coutts Award des Center for Asylum and Migration Studies (IGAM)[5]
- 2022 The Women of The Year Award der SES Equality and Solidarity Association[5]
- 2023 International Women of Courage Award[5]

## Privates
Zakira Hekmat lebt im Exil in der Türkei.